# 包大爟
包大爟（1525年—？），字舉之，號少東，浙江寧波府鄞縣人，民籍，明朝政治人物。

## 生平
嘉靖二十二年（1543年）癸卯科浙江鄉試第十四名舉人。嘉靖三十八年（1559年）中式己未科三甲第一百二十四名進士。授桐城县知县，升抚州府同知，降兖州府通判，升应天府治中，官至刑部郎中。

## 家族
曾祖包銘，贈監察御史；祖父包澤，監察御史；父包杞。前母俞氏；母方氏。慈侍下。兄大光。弟大煾、大烶、大炅。